# Post SV Chemnitz
Der Post SV Chemnitz ist ein Sportverein in Chemnitz mit 10 Sektionen: Allgemeine Sportgruppe, Fußball, Gymnastik, Hockey, Leichtathletik, Ski, Tennis, Tischtennis, Volleyball sowie Orientierungslauf/Wandern. Er hat 650 Mitglieder (Stand: Dezember 2012).

## Geschichte

Historisches Logo der BSG Post

Der Post SV Chemnitz wurde am 1. Oktober 1948 als Betriebssportgemeinschaft BSG Post Chemnitz gegründet und später in BSG Karl-Marx-Stadt umbenannt. Zunächst trainierten in den vier Sektionen Fußball, Handball, Hockey und Leichtathletik rund 380 Sportler. 1951 übernahm die Deutsche Post das Poststadion und baute eine moderne Spielstätte auf. 1952 war die Einweihung zweier Fußballfelder, einer Laufbahn, eines Hockeyfeldes sowie dreier Tennisplätze. Bis zur Wende 1989 war die BSG auf 20 Sektionen und 2.400 Postsportler gewachsen.

## Abteilungen

### Hockey
Die Hockeysektion hat 156 Mitglieder (Stand: Januar 2021). Die Damen spielen in der Mitteldeutschen Verbandsliga, die 1. Herren in der Mitteldeutschen Oberliga. Es gibt mehrere Nachwuchsmannschaften, Senioren und Elternhockeyspieler.
Als BSG Post Karl-Marx-Stadt waren die Herren 1957 und 1979 Hallenhockeymeister der DDR. Bekanntester Hockeyspieler ist der 22-facher Nationalspieler der DDR Gerold Quinger, der heute noch in der Ü65-Nationalmannschaft aktiv ist.

#### DDR-Nationalspieler und Nationalspielerinnen des Post SV Chemnitz
| Herren           | Zeitraum  | Anzahl Spiele | Damen            | Zeitraum | Anzahl Spiele |
| ---------------- | --------- | ------------- | ---------------- | -------- | ------------- |
| Joachim Böttcher | 1955–1956 | 9             | Cathleen Valdorf | 1989     | 1             |
| Hans Popp        | 1956      | 1             |                  |          |               |
| Manfred Illig    | 1957–1962 | 14            |                  |          |               |
| Gerald Quinger   | 1971–1974 | 22            |                  |          |               |
| Klaus Tauscher   | 1973      | 1             |                  |          |               |

### Fußball
Die Fußballabteilung von Post Chemnitz trat stets unterklassig in Erscheinung. Teilnahmen an der dritt.-bzw. viertklassigen Bezirksliga Karl-Marx-Stadt wurden bis 1989 nicht erreicht, seit der Wende agiert der Verein ausnahmslos im Chemnitzer Lokalfußball. Heimstätte ist das Stadion am Marktsteig.

### Orientierungslauf/Wandern
In der Abteilung sind über 40 Sportlerinnen und Sportler aller Altersklassen organisiert. Die Orientierungsläufer (OLer) starten bei regionalen und nationalen Wettkämpfen und veranstalten jährlich OL-Wettkämpfe in der Region Chemnitz. Die Wandergruppe trifft sich regelmäßig zu Wandertouren in Sachsen und hält die GutsMuths-Vereinshütte in Rathen in Schuss. Die Abteilung organisierte den ersten Post-Orientierungslauf (Post-OL) am 26. April 1970 bei Burkhardtsdorf an der Besenschänke. Am 20. Juni 2021 feierten die Post-OLer ihren 50. Post-OL mit einem 50-Posten-Orientierungslauf im Kemtauer Wald.
Orientierungslauf-Höhepunkte waren bisher die Organisation der Deutsche Orientierungslaufmeisterschaften 1991 bei Chemnitz/Einsiedel und 2006 in Thalheim/Erzgebirge mit jeweils knapp 1.000 Teilnehmern.
Bei den Orientierungslauf-Meisterschaften der Senioren 2012 (WMOC – World Masters Orienteering Championship) im Harz erkämpfte sich Käte Bernd in der Altersklasse W85 die Silbermedaille.